# 伯言儿
伯言儿（16世纪—1594年），16世纪蒙古内喀尔喀領主，达延汗玄孙，虎喇哈赤之孙，兀班第二子，又作黄台州、伯言、伯要儿、'伯牙儿。
伯言儿占据福余卫故地，在辽河流域驻牧，被明朝称为福余卫首领。明朝认为他最剽悍，诸部倚以为强。万历初年，受到明朝赏赐，多次把蒙古部落的活动告诉明朝边将。之后，和明朝交恶。1579年，和叔叔炒花、兄弟煖兔攻打沈阳。1580年，要求增加赏赐没有成功，杀死明朝庆云守备王凤翔和官兵十余人，被朝廷革除市赏。1586年，被李成梁击败。此后和辽东明军争战不休。1594年，联合炒花、卜言把都儿、花大率领骑兵二万，想要攻打义州、锦州。抵达镇武堡（今辽宁省盘山县东北），被董一元、李化龙击败，中箭身亡。其子宰赛。